# Cantone del Podrinje bosniaco
Il Cantone di Goražde e del Podrinje Bosniaco (in bosniaco Bosansko-podrinjski kanton Goražde; in croato Bosansko-podrinjska županija Goražde; in serbo Босанско-подрињски кантон Горажде?, Bosansko-podrinjski kanton Goražde) è il più piccolo dei 10 cantoni della Federazione di Bosnia ed Erzegovina con 25 336 abitanti (dato 2013). 
È situato nella parte orientale del paese, sul fiume Drina (valle del Podrinje). Il capoluogo è Goražde.

## Geografia antropica

### Suddivisioni amministrative
Il cantone include 3 comuni:
- Goražde
- Pale-Prača
- Foča-Ustikolina